# Vega del Torno
Vega del Torno (oficialmente y en asturiano: A Veiga del Torno) es una casería de la parroquia de Presno, concejo de Castropol, en la comarca del Eo-Navia, Principado de Asturias, España.